# 平岡翼
平岡 翼（ひらおか たすく、1996年2月23日 - ）は、奈良県橿原市出身の元プロサッカー選手。ポジションは、ミッドフィールダー（MF）。

## 来歴
小学校2年生の時にポルベニルカシハラでサッカーを始めた。中学校3年生の頃には100mを11秒1で走るスピードを見せていた。
2011年、中学校卒業後に地元奈良を離れる。ガンバ大阪ユースからも勧誘されていたが、「パスサッカーの中で自分を高めたい」と岡山県作陽高校へ進学した。野村雅之の下でプレーの幅を広げて飛躍的な成長を遂げ、2012年度の全国高校選手権では作陽の8強入りに貢献。優秀選手にも選出された。選手権後には全日本高校選抜の一員としてデュッセルドルフ国際ユース大会に参加し、日本の同大会初優勝に貢献した。また、在学中に国体に2大会出場。
2013年開催のU-17ワールドカップに臨む日本代表の候補合宿にも何度か招集されていたが、ボール保持を重視し「誰が出場しても変わらない」サッカーを重視していた同代表において平岡の単騎で駆け抜けていくスピードは異質であったため、本大会メンバーからは外れた。この年はJリーグクラブへの練習参加を続け、FC東京、浦和、磐田、岡山の間で争奪となった。
2014年よりFC東京へ入団。同年2月、J3に参戦するJリーグ・アンダー22選抜に選手登録され、第1節琉球戦で早速出場。プレー精度を課題に挙げ、向上に努めている。2016年はJ3にFC東京U-23が新設され、右サイドの主力としてプレーした。2018年11月、契約満了で退団することが発表された。
2018年12月24日、栃木SCに加入。
2020年12月30日、栃木を退団し、FC今治に加入した。しかし僅か1年でFC今治を退団。
2022年11月8日、2021年に在籍した今治の公式HPにおいて、2022シーズン限りでの現役引退を発表した。

## 所属クラブ
- ポルベニルカシハラ (橿原市立真菅北小学校[9])
- ポルベニルカシハラジュニアユース (橿原市立橿原中学校[9])
- 2011年 - 2013年 岡山県作陽高等学校
- 2014年 - 2018年  FC東京
  - 2014年 - 2015年  Jリーグ・アンダー22選抜
- 2019年 - 2020年  栃木SC
- 2021年  FC今治

## 個人成績
| 国内大会個人成績 | 国内大会個人成績 | 国内大会個人成績 | 国内大会個人成績 | 国内大会個人成績 | 国内大会個人成績 | 国内大会個人成績 | 国内大会個人成績 | 国内大会個人成績 | 国内大会個人成績 | 国内大会個人成績 | 国内大会個人成績 |
| 年度             | クラブ           | 背番号           | リーグ           | リーグ戦         | リーグ戦         | リーグ杯         | リーグ杯         | オープン杯       | オープン杯       | 期間通算         | 期間通算         |
| 年度             | クラブ           | 背番号           | リーグ           | 出場             | 得点             | 出場             | 得点             | 出場             | 得点             | 出場             | 得点             |
| 日本             | 日本             | 日本             | 日本             | リーグ戦         | リーグ戦         | リーグ杯         | リーグ杯         | 天皇杯           | 天皇杯           | 期間通算         | 期間通算         |
| ---------------- | ---------------- | ---------------- | ---------------- | ---------------- | ---------------- | ---------------- | ---------------- | ---------------- | ---------------- | ---------------- | ---------------- |
| 2014             | FC東京           | 19               | J1               | 0                | 0                | 0                | 0                | 0                | 0                | 0                | 0                |
| 2015             | FC東京           | 19               | J1               | 0                | 0                | 0                | 0                | 0                | 0                | 0                | 0                |
| 2016             | FC東京           | 19               | J1               | 0                | 0                | 0                | 0                | 0                | 0                | 0                | 0                |
| 2017             | FC東京           | 19               | J1               | 0                | 0                | 0                | 0                | 0                | 0                | 0                | 0                |
| 2018             | FC東京           | 19               | J1               | 0                | 0                | 2                | 0                | 0                | 0                | 2                | 0                |
| 2019             | 栃木             | 11               | J2               | 15               | 0                | -                | -                | 1                | 1                | 16               | 1                |
| 2020             | 栃木             | 11               | J2               | 2                | 0                | -                | -                | -                | -                | 2                | 0                |
| 2021             | 今治             | 14               | J3               | 7                | 0                | -                | -                | 1                | 0                | 8                | 0                |
| 通算             | 日本             | 日本             | J1               | 0                | 0                | 2                | 0                | 0                | 0                | 2                | 0                |
| 通算             | 日本             | 日本             | J2               | 17               | 0                | -                | -                | 1                | 1                | 18               | 1                |
| 通算             | 日本             | 日本             | J3               | 7                | 0                | -                | -                | 1                | 0                | 8                | 0                |
| 総通算           | 総通算           | 総通算           | 総通算           | 24               | 0                | 2                | 0                | 2                | 1                | 28               | 1                |

その他の公式戦
| 2014   | J-22   | -      | J3     | 11 | 3  | 11 | 3  |
| 2015   | J-22   | -      | J3     | 11 | 2  | 11 | 2  |
| 2016   | F東23  | 19     | J3     | 28 | 1  | 28 | 1  |
| 2017   | F東23  | 19     | J3     | 0  | 0  | 0  | 0  |
| 2018   | F東23  | 19     | J3     | 29 | 7  | 29 | 7  |
| 通算   | 日本   | 日本   | J3     | 79 | 13 | 79 | 13 |
| 総通算 | 総通算 | 総通算 | 総通算 | 79 | 13 | 79 | 13 |

| 国際大会個人成績 | 国際大会個人成績 | 国際大会個人成績 | 国際大会個人成績 | 国際大会個人成績 |
| 年度             | クラブ           | 背番号           | 出場             | 得点             |
| AFC              | AFC              | AFC              | ACL              | ACL              |
| ---------------- | ---------------- | ---------------- | ---------------- | ---------------- |
| 2016             | FC東京           | 19               | 0                | 0                |
| 通算             | AFC              | AFC              | 0                | 0                |

出場歴
- 2014年03月09日： Jリーグ初出場 - J3第01節 vsFC琉球 (沖縄県総合運動公園陸上競技場)
- 2014年10月12日： Jリーグ初得点 - J3第28節 vsSC相模原 (相模原ギオンスタジアム)

## タイトル

### 個人
- 全国高等学校サッカー選手権大会 大会優秀選手 (2012年[22])

## 代表歴
- U-15日本代表候補
- U-17日本代表候補
- 日本高校サッカー選抜
  - NEXT GENERATION MATCH（2013年）
  - デュッセルドルフ国際ユース大会（2013年）